# Pedro Castillo
José Pedro Castillo Terrones (* 19. října 1969 Puña, provincie Chota) je peruánský politik, 
učitel a odborový předák, který mezi červencem 2021 až prosincem 2022 zastával úřad prezidenta Peru, jakožto vítěz prezidentské volby v rámci parlamentních voleb 2021.
Do povědomí se dostal jako vůdčí postava stávky učitelů v roce 2017 a ve volbách kandidoval jako kandidát levicové strany Svobodné Peru. V úvodním kole prezidentského hlasování se umístil na prvním místě a postoupil do druhého kola proti Keiko Fujimoriové. Podle konečného sčítání hlasů ve druhém kole, které 16. června provedl Národní úřad pro volební procesy, získal Castillo 50,13 % platných hlasů, ačkoli Národní volební porota odložila oficiální vyhlášení výsledku kvůli nepodloženým obviněním z podvodu vzneseným Fujimoriovou. Castillovo vítězství bylo potvrzeno 19. července a 28. července byl inaugurován.
Odvolán z úřadu prezidenta byl parlamentem 7. prosince 2022  výraznou většinou 101 ze 130 poslanců pro „trvalou morální nezpůsobilost“, a po jeho oznámení záměru rozpustit jednokomorový parlament a vyhlásit volby, což část peruánských politiků, armádní a policejní velitelé, předseda ústavního soudu, a dokonce i viceprezidentka označili za protiústavní pokus o převrat. Po odvolání byl zadržen a prokuraturou obviněn ze vzpoury a spiknutí kvůli narušování ústavního pořádku. Prezidentskou přísahu složila viceprezidentka Dina Boluarteová, jež se stala první ženou v tomto úřadu.